# Peter Whitehead (automobilista)

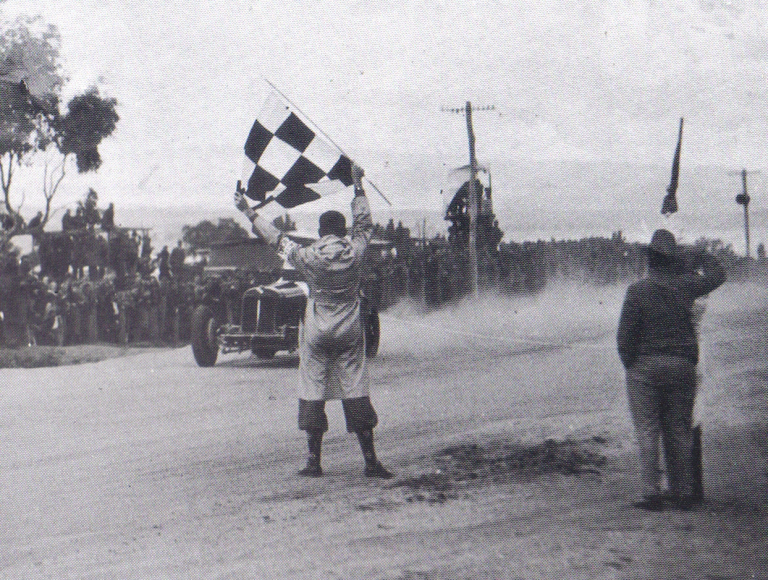
Peter Whitehead cruza a linha de chegada conquistando a vitória no Grande Prêmio Australiano de 1938.

Peter Nield Whitehead (12 de novembro de 1914 – 20 de setembro de 1958) foi um automobilista britânico nascido na Inglaterra que participou de 10 Grandes Prêmios de Fórmula 1 entre 1950 até 1954. Seu melhor resultado foi o 3º lugar no Grande Prêmio da França de 1950.

## Fórmula 1[1]
(Legenda) 
| Ano  | Equipe           | Chassis              | Motor            | 1         | 2         | 3   | 4         | 5         | 6        | 7         | 8         | 9   | Pontos | Posição  |
| ---- | ---------------- | -------------------- | ---------------- | --------- | --------- | --- | --------- | --------- | -------- | --------- | --------- | --- | ------ | -------- |
| 1950 | Peter Whitehead  | Ferrari 125          | Ferrari 125 V12c | GBR       | MON DNS P | 500 |           | BEL       | FRA 3º D | ITA 7º D  |           |     | 4      | 9º       |
| 1950 | Scuderia Ferrari | Ferrari 125          | Ferrari 125 V12c | GBR       |           | 500 | SUI DNA P | BEL       |          |           |           |     | 4      | 9º       |
| 1951 | Peter Whitehead  | Ferrari 125          | Ferrari 125c V12 | SUI Ret D | 500       | BEL | FRA Ret D |           | ALE      | ITA Ret D |           |     | 0      | NC (36º) |
| 1951 | Peter Whitehead  | Ferrari 375          | Ferrari 375 V12  |           | 500       | BEL |           |           | ALE      |           | ESP DNA P |     | 0      | NC (36º) |
| 1951 | G A Vandervell   | Ferrari 375 Thinwall | Ferrari 375 V12  |           | 500       | BEL |           | GBR 9º P  | ALE      |           |           |     | 0      | NC (36º) |
| 1952 | Peter Whitehead  | Alta F2              | Alta F2 L4       | SUI       | 500       | BEL | FRA Ret D |           | ALE      | HOL       |           |     | 0      | NC (48º) |
| 1952 | Peter Whitehead  | Ferrari 125          | Ferrari V12      | SUI       | 500       | BEL |           | GBR 10º D | ALE      | HOL       | ITA NQ D  |     | 0      | NC (48º) |
| 1953 | Atlantic Stable  | Cooper T24           | Alta F2 L4       | ARG       | 500       | HOL | BEL       | FRA       | GBR 9º D | ALE       | SUI       | ITA | 0      | NC (40º) |
| 1954 | Peter Whitehead  | Cooper T24           | Alta F2 L4       | ARG       | 500       | BEL | FRA       | GBR Ret D | ALE      | SUI       | ITA       | ESP | 0      | NC       |

### 24 Horas de Le Mans[2]
| Ano  | Equipe              | Nº | Co-Pilotos       | Chassi                | Pneus | Classe | Voltas | Posição | Posição Na Categoria |
| Ano  | Equipe              | Nº | Co-Pilotos       | Motor                 | Pneus | Classe | Voltas | Posição | Posição Na Categoria |
| ---- | ------------------- | -- | ---------------- | --------------------- | ----- | ------ | ------ | ------- | -------------------- |
| 1950 | P.C.D. Walker       | 16 | John Marshall    | Jaguar XK120          | D     | S 5.0  | 225    | 15º     | 8º                   |
| 1950 | P.C.D. Walker       | 16 | John Marshall    | Jaguar 3.4L I6        | D     | S 5.0  | 225    | 15º     | 8º                   |
| 1951 | Peter Walker        | 20 | Peter Walker     | Jaguar XK120C         | D     | S 5.0  | 267    | 1º      | 1º                   |
| 1951 | Peter Walker        | 20 | Peter Walker     | Jaguar 3.4L I6        | D     | S 5.0  | 267    | 1º      | 1º                   |
| 1952 | Jaguar Ltd.         | 19 | Ian Stewart      | Jaguar C-Type         | D     | S 5.0  | 18     | DNF     | DNF                  |
| 1952 | Jaguar Ltd.         | 19 | Ian Stewart      | Jaguar 3.5L I6        | D     | S 5.0  | 18     | DNF     | DNF                  |
| 1953 | Jaguar Cars Ltd.    | 19 | Ian Stewart      | Jaguar C-Type         | D     | S 5.0  | 297    | 4º      | 3º                   |
| 1953 | Jaguar Cars Ltd.    | 19 | Ian Stewart      | Jaguar 3.4L I6        | D     | S 5.0  | 297    | 4º      | 3º                   |
| 1954 | Jaguar Cars Ltd.    | 15 | Ken Wharton      | Jaguar D-Type         | D     | S 5.0  | 131    | DNF     | DNF                  |
| 1954 | Jaguar Cars Ltd.    | 15 | Ken Wharton      | Jaguar 3.4L I6        | D     | S 5.0  | 131    | DNF     | DNF                  |
| 1955 | Cooper Car Company  | 11 | Graham Whitehead | Cooper T38            | D     | S 5.0  | 38     | DNF     | DNF                  |
| 1955 | Cooper Car Company  | 11 | Graham Whitehead | Jaguar 3.4L I6        | D     | S 5.0  | 38     | DNF     | DNF                  |
| 1957 | David Brown         | 5  | Graham Whitehead | Aston Martin DBR2/370 | D     | S 5.0  | 81     | DNF     | DNF                  |
| 1957 | David Brown         | 5  | Graham Whitehead | Aston Martin 3.7L I6  | D     | S 5.0  | 81     | DNF     | DNF                  |
| 1958 | P & A. G. Whitehead | 5  | Graham Whitehead | Aston Martin DB3S     | A     | S 3.0  | 293    | 2º      | 2º                   |
| 1958 | P & A. G. Whitehead | 5  | Graham Whitehead | Aston Martin 3.0L I6  | A     | S 3.0  | 293    | 2º      | 2º                   |